# Logatec

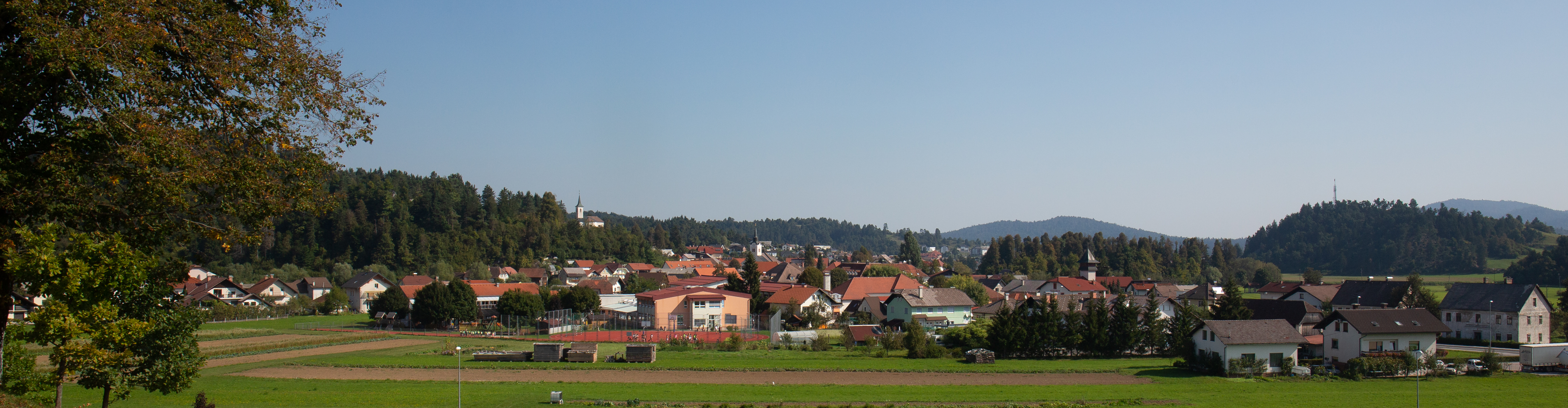
Stadt Logatec

Die Stadt Logatec (deutsch: Loitsch, italienisch: Longatico, aus lateinisch: Longaticum) ist der inmitten der Ebene von Logatec gelegene Hauptort der slowenischen Gemeinde Logatec in der historischen Landschaft Innerkrain, Region Zentralslowenien (Osrednjeslovenska).

## Geschichte
Die verkehrsgeografische Lage des Ortes zwischen dem Landesinneren und der Küste spielten für den Ort über Jahrhunderte hinweg eine prägende Rolle.  
Die früheste Erwähnung der Siedlung stammt aus römischer Zeit, als sich hier an der Via Gemina zwischen Aquileia und Emona (Ljubljana) die Straßenstration mansio Longatico befand, die auf der Tabula Peutingeriana zwischen den Stationen Ad Pirum im Birnbaumer Wald und Nauportus (Vrhnika) verzeichnet ist.
In späterer Zeit lag Logatec an der Straße zwischen Ljubljana und Triest, zu der Mitte des 19. Jahrhunderts eine Station an der Bahnstrecke Spielfeld-Straß–Triest hinzukam. 
Auf dem Gebiet der Gemeinde Logatec in Slowenien wurden insgesamt vier Massengräber aus der Zeit um den Zweiten Weltkrieg gefunden. Drei befinden sich in Logatec und eins in Kalce.